# الألعاب العالمية الصيفية للأولمبياد الخاص 2019
الألعاب العالمية الصيفية للأولمبياد الخاص 2019 هو حدث متعدد الرياضات للرياضيون من ذوي التخليف العقلي. أقيم الحدث في أبو ظبي بالإمارات العربية المتحدة في الفترة 14–21 مارس 2019.
شارك في الحدث 7 آلاف لاعب ولاعبة و2500 مدرب وإداري من أكثر من 180 دولة يتنافسون في 23 لعبة، وأكثر من 8 آلاف من الأسر وضيوف الشرف وكبار الشخصيات.

## حفل الافتتاح
أقيم حفل الافتتاح في ستاد مدينة زايد الرياضية.وتميز الحفل  بتقديم عدد من الفقرات الفنية، وتم عرض فيلم يسرد قصة نشأة الأولمبياد الخاص ومراحل تطوره، قبل أن يتم تخليد ذكرى “يونيس كينيدي شرايفر” التي لعبت دورا رائدا في النهوض بفئة الأشخاص ذوي الاحتياجات الخاصة الذهنية،ثم تم  إيقاد الشعلة الأولمبية وأداء النشيد الرسمي للحدث ،وأعلن رسميا عن انطلاق المنافسات الرياضية التي تعبرعن الشجاعة والاتحاد والتضامن.

## الملاعب
ستقام الأحداث في تسع ملاعب في إماراتين؛ أبو ظبي ودبي.من أهمها ثمانية مواقع ذات معايير عالمية وهي :
- أدنيك
- مدينة زايد الرياضية
- حلبة مرسى ياس
- جامعة نيويورك أبوظبي
- نادي الضباط
- مبادلة أرينا
- نادي الجزيرة الرياضي
- نادي الفرسان.

## الأولمبياد الخاص الإماراتي
تأسس الأولمبياد الخاص الإماراتي عام 1990 ثم قام  الشيخ محمد بن راشد آل مكتوم نائب رئيس الدولة بتحويل الأولمبياد الخاص الإماراتي إلى هيئة مستقلة تحت الرئاسة الشرفية للشيخة مريم بنت محمد بن زايد آل نهيان 

## روابط خارجية
- الموقع الرسمي